# استوارت لوی

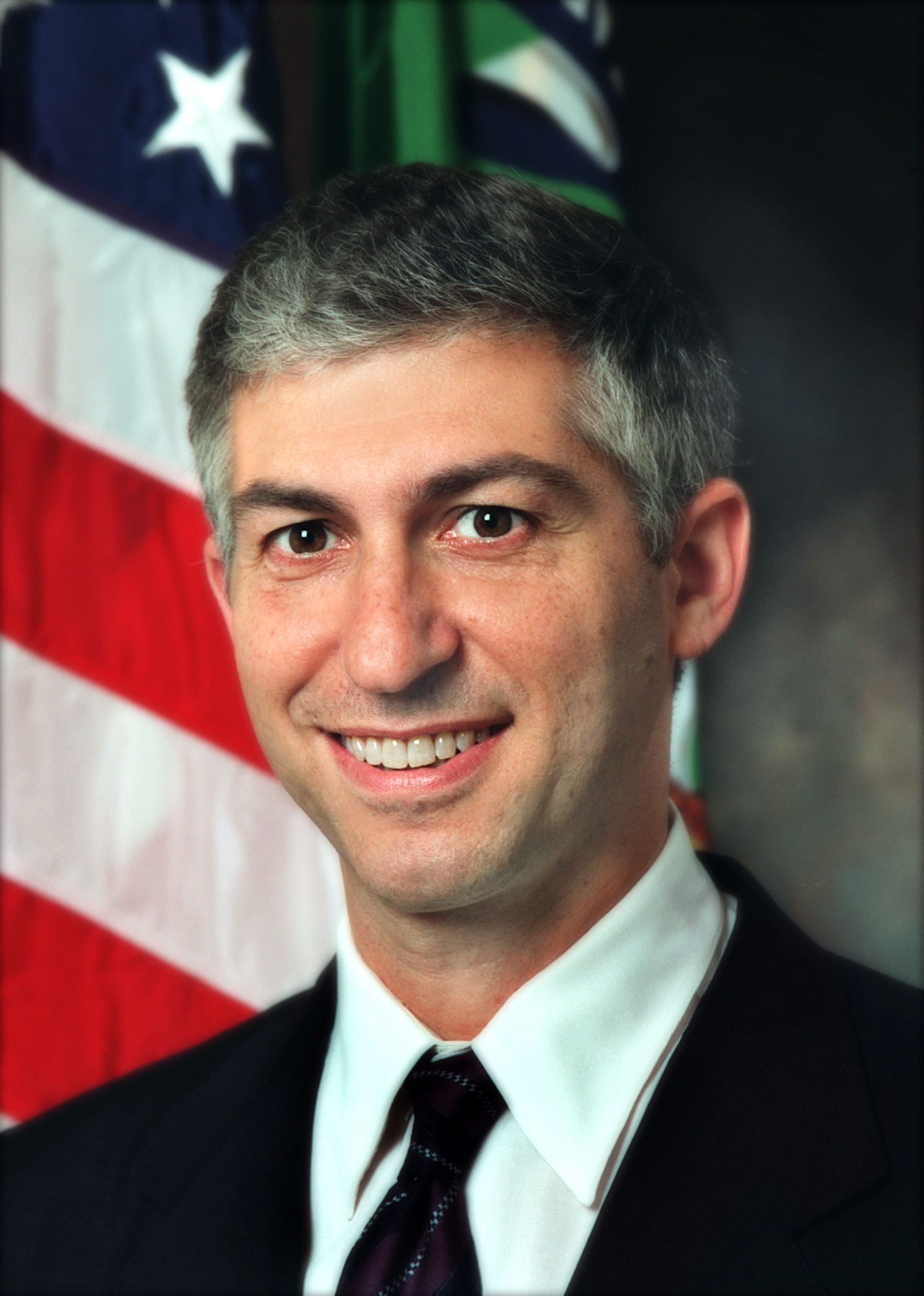
استوارت لوی

استوارت آ. لوی (به انگلیسی: Stuart A. Levey) معاون وزیر خزانه‌داری آمریکا در امور تروریسم و اطلاعات مالی بود. وی اولین کسی است که در این پست مشغول به کار شده بود. از وی به عنوان طراح اصلی تحریم‌های بین‌المللی آمریکا علیه ایران نام برده می‌شود. وی در زمان ریاست جمهوری جرج دبلیو بوش در ۲۱ ژوئیه ۲۰۰۴ کار خود را آغاز کرد و در اواخر ژانویه ۲۰۱۰ از سمت خود کناره‌گیری کرد.

## تحریم‌ها علیه ایران
استوارت لوی از زمان فعالیت خود در طرح تحریم‌ها علیه ایران اطلاعات فعالیت‌های سپاه پاسداران را در اختیار مدیران شرکت‌های بزرگ بین‌المللی می‌گذارد تا آنها را از پیامدهای همکاری‌های اقتصادی با ایران آگاه کند. وی گفته‌است که موفق شده ائتلافی جهانی علیه ایران به خصوص سپاه پاسداران ایجاد کند و مطمئن است تحریم‌های جدید رفتار ایران را تغییر خواهند داد. او طی ماموریت‌های متعدد خارجی به عنوان نماینده ایالات متحده آمریکا روابط نزدیکی با مقام‌های سایر کشورها برقرار کرده و دولت اوباما تلاش‌های او را بسیار موفق ارزیابی می‌کند. لوی بانک‌ها و شرکت‌های خارجی را متمایل به اجرای تحریم‌های آمریکا علیه ایران می‌کرد و این تهدید بالقوه را علیه آنها مطرح می‌کرد که در صورت نقض تحریم‌ها ممکن است توانایی خود را برای معامله در آمریکا از دست بدهند. بعد از کناره‌گیری لوی دیوید کوهن معاون وی برای جانشینی او نامزد شده‌است.